# باستان‌گرایی در ایران
باستان‌گرایی در ایران، پدیده‌ای است که از اواخر دوران قاجار در عرصهٔ فرهنگی، اجتماع و سیاست جامعهٔ ایرانی پدیدار گشته است. نگرش باستان‌گرایی در پی آن است که فضای مربوط به زمان گذشته را بازآفرینی کند و یک ایدئولوژی جدید بسازد.

## اهداف
برخی باستان‌گرایی را «از مؤلفه‌های جدید برای نوسازی ایران» به حساب می‌آورند که «در پی آن است تا با احیاء و تجدید حیات سنت‌ها و عقاید کهن و باستانی، نظم جدیدی را در تفکر اجتماعی، فرهنگی و سیاسی بازتولید نماید و زیرساخت‌های فرهنگی و اجتماعی نوین را بر پایهٔ سنت‌های کهن بنا نهد»
به عقیدهٔ بیگدلو، مهم‌ترین اهداف باستان‌گرایی را می‌توان به شرح زیر دانست:
- کم‌رنگ کردن و کنار زدن فرهنگ یا مذهب خارجی جامعه، به عنوان عامل عقب‌ماندگی آن.
- تفکیک دو دوره از تاریخ ایران که عبارتند از تاریخ باستان و تاریخ دورهٔ اسلامی

## الگوها
از الگوهای باستان‌گرایی ایرانی می‌توان به فرهنگ آریایی، آیین زرتشتی ایران، نوروز، معماری هخامنشی شامل تخت جمشید، آرامگاه کوروش بزرگ ،نقش رستم و کعبه زرتشت، همچنین نامگذاری فرزندان به نام‌های اساطیر شاهنامه فردوسی اشاره کرد.
همچنین دولت‌هایی چون شاهنشاهی هخامنشی (نخستین امپراتوری پارسی)، شاهنشاهی اشکانی (امپراتوری پارتی) و شاهنشاهی ساسانی(ایرانشهر) که بنیانگذارانشان از مردمان ایرانی سپیدروی (آریایی) بودند.
آنها در زمانه خود ابرقدرت‌هایی بودند که با دارا بودن ارتش‌ها و ثروتی کلان با دگر همآوردان خویش چون: یونان باستان، جمهوری روم، امپراتوری روم، و امپراتوری روم خاوری (بیزانس) در ستیز بودند…
همچنین در این دوره‌ها معماری ایرانی در جهان جزء برترین معماری‌ها بود و به جز یونانیان و رومی‌ها مانندی نداشت از جمله:معماری هخامنشی، معماری اشکانیان (پارتی)، معماری ساسانی (ایرانشهر).

## آثار مهم در حوزهٔ باستان‌گرایی
- جلال‌الدین میرزا قاجار (فرزند پنجاه و پنجم[۵] فتحعلی شاه قاجار)، نامهٔ خسروان، داستان پادشاهان ایران از آغاز آبادیان تا انجام ساسانیان، بی‌تا.
- میرزا فتحعلی آخوندزاده، مکتوبات کمال‌الدوله (سه مکتوب)، ۱۲۷۹–۱۲۸۰ ه‍.ق
- میرزا عبدالحسین آقاخان کرمانی، آیینهٔ سکندری یا تاریخ ایران، ۱۳۲۴ ه‍.ق